# ジャッカル (映画)
『ジャッカル』（The Jackal）は、1997年製作のアメリカ映画。1973年の映画『ジャッカルの日』のケネス・ロスの脚本をもとに、同作品を翻案した映画である。

## あらすじ
1997年、モスクワ。ロシア内務省（MVD）とアメリカ連邦捜査局（FBI）の合同捜査チームは、MVDのセマンコ少佐殺害容疑で、チェチェン・マフィアのメンバーであるガッツィー・ムラドを逮捕するためバーに突入。ガッツィーは隙を見てナイフで反撃するが、MVDのコスロヴァ少佐が応戦し、格闘の末ガッツィーを射殺した。
兄であるマフィアのボス、テレク・ムラドは弟が殺害されたことに激高し、MVDとFBIに報復を決意。凄腕の殺し屋「ジャッカル」に7,000万ドルという高額の報酬を約束し、アメリカ要人の暗殺を依頼する。
テレクの逮捕も狙うMVDとFBIは、捜査の過程で捕らえたテレクの一味が持っていたカバンから、FBI長官の資料を発見。尋問したところ「アメリカ人を殺す。復讐だ。ジャッカルが来る。」という言葉を発し、神出鬼没で素性も何もかも不明な暗殺者「ジャッカル」がFBI長官の暗殺を企てていることを知る。
しかしジャッカルはどこにいるかも不明で、KGBによれば、その顔を見たことのある者はわずか6名だという。その内の一人で、元バスク独立活動家イザベラがアメリカ国内にいるらしいこと、イザベラの居所を知るIRAのスナイパー、デクラン・マルクィーンがマサチューセッツの刑務所に収監されていることがわかり、FBI副長官プレストンとコスロヴァ少佐は、デクランに協力を求めるべく刑務所を訪れる。デクランは自身の釈放とイザベラの保護を条件にこれを受諾するが、実はデクランはジャッカルに個人的な恨みがあり、その復讐のためでもあった。
デクランがイザベラの元を訪ねると、イザベラは夫、子供と幸せな生活を送っており、久々の対面に動揺しつつ、捜査に協力する。相手がジャッカルであることを知ったイザベラは、デクランのための偽造パスポートと逃走資金が駅のロッカーに準備されていることを知らせ、デクランにロッカーの鍵を預けるが、デクランはジャッカルを倒すため、捜査に協力し逃走はしないと伝える。
デクランも加わったチームは懸命に捜査を続け、ジャッカルが複数の偽造パスポートと変装を使い分けカナダに入国していたことを突き止めるが、ジャッカルも巧みに捜査をかわし、着々と暗殺の準備を進めていく。シカゴで開催される医療センターの開設式典にFBI長官が出席することを把握していたジャッカルは、用意した武器と共にシカゴへ上陸を果たすが、デクランの推理により「ミシガン湖で開催中のレガッタに紛れて入国しているのでは」と考えたチームは、シカゴのヨットハーバーを捜査。デクランとコスロヴァ少佐は上陸間もないジャッカルと鉢合わせ激しい銃撃戦となるが、取り逃がしてしまう。その際、過去の因縁の相手であるデクランを見たジャッカルが、一切動揺していなかったことに気づいたデクランは、FBIに内通者がいるのでは、と疑い始めた。
デクランの主張をあり得ないと突っぱねたプレストンだったが、デクランとイザベラが過去に交際しており、イザベラがジャッカルに銃撃された際、妊娠中だったデクランの子を殺害されていたことを打ち明けられる。「人生をやり直したい」と決心しているデクランの熱意に負けたプレストンがチームメンバーの電話を盗聴したところ、メンバーでMVDのボリトノフ大佐が、長官のスケジュールをジャッカルに漏らしていたことが判明する。
ボリトノフ大佐をモスクワへ送還したチームは再びジャッカルの行方を追うが、大佐のメモからイザベラの情報も漏れていたことが発覚。イザベラは家族と共に間一髪で保護されていたが、留守宅に張り込んでいたコスロヴァ少佐、ウィザースプーン捜査官、マクマーフィー捜査官の元にジャッカルが現れる。捜査官2名は即座に殺害されてしまい、コスロヴァ少佐もジャッカルに果敢に挑んだが、凶弾に倒れてしまう。死を悟ったコスロヴァ少佐は「デクランに殺される時に私を思い出して」とジャッカルに言い放ちデクランに全てを託すが、ジャッカルは「貴様は女も守れない、とデクランに伝えろ。」と挑発する伝言を残して去って行く。デクランも駆けつけたが既にジャッカルは消えており、痛みに耐えながら伝言を伝えたコスロヴァ少佐は、デクランの前で静かに息を引き取った。
デクランは悲嘆に暮れるが、「女も守れない」の言葉から、実は本当の標的はFBI長官ではなく、式典に同席するアメリカ大統領夫人であると気づき、CH-53ヘリコプターで医療センターへ急行する。大統領夫人の守りをプレストンに託し、デクランはビルの屋上からジャッカルの行方を探す。ジャッカルは警備に当たっていた警察官になりすまし、スコープ付き重機関銃を載せた遠隔操作式銃座を遠隔操作して夫人の暗殺を企てていたが、道路に不審なバンが停まっており、その中に夫人を狙う重機関銃が設置されていることに気づいたデクランは、すんでの所で重機関銃のスコープを狙撃し破壊。その銃声に気づいたジャッカルが遠隔操作による射撃を開始する直前、プレストンは大統領夫人を助けることに成功した。
スコープを破壊されたジャッカルは照準を定められなくなり、会場に向けて無差別に銃弾を浴びせるもののほとんどが建物に命中し、その隙にバンごと重機関銃を破壊されたことで暗殺に失敗してしまう。ジャッカルはすぐさま警察官の変装を解き、逃げ惑う群衆に紛れて地下鉄に乗車し脱出を試みるが、デクランも携帯電話で応援を呼びながら、すぐさま追跡を開始する。ジャッカルは線路に飛び降り逃走を図るが、デクランとの銃撃戦により、足に銃弾を受けてしまう。両方向から列車が来たことでデクランが身動きがとれなくなった隙に、ジャッカルは隣の駅まで逃走、ホームで警官を射殺した上、少女に銃を突きつけてデクランを待ち構える。
追いついたデクランは少女が人質になっていることを知ると「銃を捨てろ」と要求するジャッカルにやむなく従う。銃口がデクランに向けられたその時、ジャッカルの背後から銃を手にしたイザベラが突然現れる。実はデクランが携帯電話で呼んだ応援はイザベラで、自身とデクランとの子を奪ったジャッカルに復讐の銃弾を撃ち込み、倒すことに成功する。二人は無事を確かめ合うが、まだ息があったジャッカルは二人に再び銃口を向ける。気づいたデクランは間一髪、イザベラの銃をとりジャッカルを射殺する。
事件は無事終結したが、デクランの釈放は認められず、プレストンはデクランに刑務所への収監を伝える。しかし、デクランがイザベラからロッカーの鍵を受け取った事に気づいていたプレストンは、逃げずに捜査に協力したデクランへの見返りとして、「コーヒーを飲んでくる。30分後に戻る。」とそれとなくデクランに逃走をそそのかす。プレストンがゆっくりとコーヒースタンドに歩き始めるのを見て、デクランも新しい人生のために、ゆっくりと歩き出す。

## 登場人物・キャスト
ジャッカル
演 - ブルース・ウィリス
名前だけが知られている、神出鬼没の謎の殺し屋。イザベルによるとアメリカ陸軍の退役軍人で、陸軍時代は内戦中のエルサルバドルに駐留していた陸軍特殊部隊に所属していたという。
仕事の際は4種類の身分証明と変装を用意し、3つは常に持ち歩き、予備の一つは緊急に備えてどこかに隠している。殺しの技術や、20年以上も正体を隠した潜伏術はおろか、FBIの限られた人間しかしらない情報さえも把握する情報収集能力を持つ。冷徹非情な殺し屋であると同時に、プロとしての意識が極めて高い。報酬の受け取りや費用の支払いは必ず前払いと後払いでそれぞれ半分ずつに分けるポリシーを持つ（また計画が中止になった場合も前金で渡した報酬の半分は貰うというリスクもある）。ただし作中の時点では引退を考えていたようで今回の依頼を最後に引退しようとした。
その代わり依頼人の要求通り「ハデな殺し」を実現しようと重機関銃での暗殺を試みたり、偽造パスポートの作製を依頼したイギリスの女性には、良い仕事への礼として女性の要求額以上の報酬を手渡した上、お腹の子を気遣う発言までしている。一方で銃座の作成を依頼し、その際の約束を破ろうとしたイアン・ラモンについては、情報が漏れるリスクを考えたのか、試射に誘い出した上、的にして殺害した。
デクラン・マルクィーン
演 - リチャード・ギア
元IRAのスナイパー。イギリス人を相手にした任務をしたこともあり、体の前面にはそのときにできた複数のアザがある。
精神的疲労により第一線を退きアメリカに移住したが、1989年に武器密輸容疑で逮捕されると50年の実刑判決を受け、マサチューセッツの連邦刑務所に収監された。命を狙われる人生を過ごしてきたが、ジャッカルに個人的な恨みもあり、FBIの協力を受諾した。
カーター・プレストン
演 - シドニー・ポワチエ
FBI副長官。デクランをジャッカル逮捕のために仮釈放にした。
立場をわきまえずにフランクな態度をとるデクランに呆れているが、ジャッカルに関する知識は誰よりも買っている。またデクランの過去を知っており、これが互いの共同力を深めている。事件の終結後はデクランに好意的になり、実質的にデクランを逃がす形で見逃した。
ヴァレンチーナ・コスロヴァ
演 - ダイアン・ヴェノーラ
MVDの捜査官。階級は少佐。ロシア出身で、海軍の軍人である弟がいるとのこと。自分の器量に自信がなく、顔のアザを見て男が逃げていくから、結婚を考えないとのこと。
捜査を共にするにあたってデクランに特別な感情を抱くようになるが、イザベラ一家を保護する任務でジャッカルに銃撃され、駆けつけたデクランに「貴様は女も守れない。」というジャッカルからの伝言を伝えた後、息を引き取る。
イザベラ・ザンコーナ
演 - マチルダ・メイ
バスク地方の独立を唱えた過激派「バスク祖国と自由」の一員だった活動家で、ジャッカルの顔を知っていると言われている女性。
現在は組織から足を洗っており、デクランとは違う男性と結婚し、子供もいるが、今でも一番にデクランを愛している。
ティモシー・I・ウィザースプーン
演 - J・K・シモンズ
FBI捜査官。イザベラ一家を保護する任務でジャッカルに射殺される。
マクマーフィー
演 - リチャード・ラインバック
FBI捜査官。イザベラ一家を保護する任務でジャッカルに射殺される。
ドナルド・ブラウン
演 - ジョン・カニンガム
FBI長官。
イアン・ラモン
演 - ジャック・ブラック
ジャッカルの依頼で重火器の台座を製作した男。「設計図や残った資材は全て返却する」という依頼時の約束を破り、返却の見返りとして10万ドルという高額の報酬を要求した結果、ジャッカルから台座のテストに誘い出され、重火器の的にされ殺害された。
大統領夫人
演 - テス・ハーパー
アメリカ合衆国大統領夫人。
ダグラス
演 - スティーブン・スピネラ
ゲイの男性。ジャッカルが利用するために近づく。テレビの手配写真で正体に気付き、ジャッカルに射殺される。
ジャマイカ人の女
演 - ソフィー・オコネドー
ジャッカルの依頼で偽造の身分証明書を作る。
テレク・ムラド
演 - デヴィッド・ハイマン
チェチェン・マフィアのボス。弟をMVDとFBIに殺された報復として、ジャッカルに7000万ドルで米国の要人暗殺を依頼する。
ジョージ・デッカー
演 - スティーヴ・バセット
イザベラの夫。久しぶりに再会したデクランと抱擁した妻を見たことで複雑な表情を見せるが、「イザベラの過去では無く今を愛している」と、過去を詮索することはせず、暖かく見守ろうとする。
ガッツィー・ムラド
演 - ラヴィル・イシヤノフ
チェチェン・マフィア。テレクの弟。殺害容疑が掛かっておりMVDとFBIの合同捜査チームに逮捕されそうになるが、激しく抵抗したことでコスロヴァに射殺される。
アカシ
演 - ダニエル・デイ・キム
FBIのスナイパーの日系人。終盤デクランのスポッターを務める。
バビロフ
演 - ピーター・サリバン
ムラド兄弟の子分。ガッツィーの命を全く守れなかったことを責められ、テレクに頭部を手斧で割られて殺害される。

## 日本語吹替
| 役名                            | 俳優                     | 日本語吹替                                                                                  | 日本語吹替                                                                                      |
| 役名                            | 俳優                     | ソフト版                                                                                    | 日本テレビ版                                                                                    |
| ------------------------------- | ------------------------ | ------------------------------------------------------------------------------------------- | ----------------------------------------------------------------------------------------------- |
| ジャッカル                      | ブルース・ウィリス       | 磯部勉                                                                                      | 野沢那智                                                                                        |
| デクラン・マルクィーン          | リチャード・ギア         | 田中秀幸                                                                                    | 津嘉山正種                                                                                      |
| カーター・プレストン            | シドニー・ポワチエ       | 田中信夫                                                                                    | 田中信夫                                                                                        |
| ヴァレンチーナ・コスロヴァ      | ダイアン・ヴェノーラ     | 塩田朋子                                                                                    | 弥永和子                                                                                        |
| イザベラ・ザンコーナ            | マチルダ・メイ           | 湯屋敦子                                                                                    | 山像かおり                                                                                      |
| ティモシー・I・ウィザースプーン | J・K・シモンズ           | 長克巳                                                                                      | 青野武                                                                                          |
| マクマーフィー                  | リチャード・ラインバック | 佐藤祐四                                                                                    | 喜多川拓郎                                                                                      |
| ドナルド・ブラウン              | ジョン・カニンガム       | 糸博                                                                                        | 小島敏彦                                                                                        |
| イアン・ラモン                  | ジャック・ブラック       | 塩屋翼                                                                                      | 江原正士                                                                                        |
| 大統領夫人                      | テス・ハーパー           | 久保田民絵                                                                                  | 沢田敏子                                                                                        |
| ダグラス                        | スティーブン・スピネラ   | 家中宏                                                                                      | 宮本充                                                                                          |
| ジャマイカ人の女                | ソフィー・オコネドー     |                                                                                             | 石塚理恵                                                                                        |
| テレク・ムラド                  | デヴィッド・ヘイマン     | 糸博                                                                                        | 佐々木梅治                                                                                      |
| ジョージ・デッカー              | スティーヴ・バセット     | 家中宏                                                                                      |                                                                                                 |
| ガッツイー・ムラド              | ラヴィル・イシヤノフ     | 小室正幸                                                                                    | 秋元羊介                                                                                        |
| バビロフ                        | ピーター・サリバン       | 家中宏                                                                                      | 大黒和広                                                                                        |
| ラリー・キング                  | ラリー・キング（本人）   | 伊藤和晃                                                                                    | 千田光男                                                                                        |
| その他                          |                          | 北川勝博 笠井律子 加納詞桂章 柳沢栄治 鈴木勝美 堀川仁 後藤史彦 海老原英人 岡本章子 黒田弥生 | 円谷文彦 廣田行生 天田益男 八十川真由野 磯辺万沙子 小川隆市 柳沢栄治 高橋智子 水野光太 佐藤ユリ |
| 日本語版制作スタッフ            |                          |                                                                                             |                                                                                                 |
| 演出                            |                          | 蕨南勝之                                                                                    | 松川陸                                                                                          |
| 翻訳                            |                          | 平田勝茂                                                                                    | 武満真樹                                                                                        |
| 調整                            |                          | 高橋慶美                                                                                    | 兼子芳博                                                                                        |
| 効果                            |                          |                                                                                             | 南部満治                                                                                        |
| 録音                            |                          |                                                                                             | 浜松町スタジオ                                                                                  |
| 担当                            |                          | 吉富孝明 (ニュージャパンフィルム)                                                           | 吉富孝明 (ニュージャパンフィルム)                                                               |
| プロデューサー                  |                          |                                                                                             | 大塚恭司 阿部真一郎 (日本テレビ)                                                                |
| プロデューサー補                |                          |                                                                                             | 小林三紀子                                                                                      |
| 制作                            |                          | ニュージャパンフィルム                                                                      | ニュージャパンフィルム                                                                          |
| 初回放送                        |                          |                                                                                             | 2000年2月4日 『金曜ロードショー』                                                               |

## 備考
ジャッカルがクライマックスの大統領夫人暗殺に用いる遠隔操作式機関銃は、作中ではポーランド製のZSU-33 14.5mm機関銃とされているが、ZSU-33という名称の機関銃はポーランド製としてもそれ以外の国のものとしても実在していない。作中でジャッカルがスペックを確認しているシーンがあるが、その数値は参考元とされた機関銃、およびプロップガンを製作するために使用された機関銃（後述）のどちらとも異なり、名称・外形デザイン共に当作の製作にあたって創作された架空の存在である。
撮影に使用されたプロップガンはソビエト製のKPV 14.5mm重機関銃を参考に、KPVの他にもいくつかの対戦車ライフルや機関砲の意匠を加えたデザインとして、ブローニング M2 12.7mm重機関銃を装飾して製作されたもので、アメリカの映像業界におけるプロップガン製作・貸出会社大手であるStembridge Gun Rentalsが製作した。